# Talca

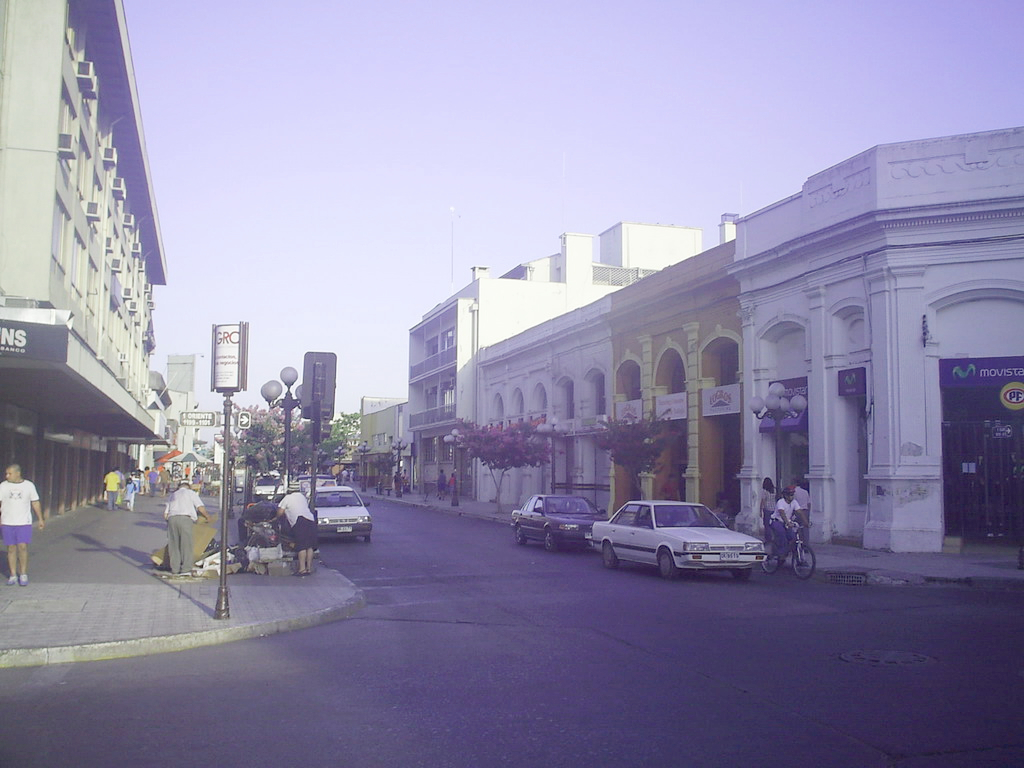
Główna ulica miasta

Talca – miasto położone w środkowym Chile. Ośrodek administracyjny regionu Maule. Ludność: 240,5 tys. mieszkańców (2013).
Miasto założone zostało 17 lutego 1742 jako San Agustín de Talca. Zostało częściowo zniszczone przez trzęsienia ziemi w 1742 i w 1928. W 1818 Bernardo O’Higgins ogłosił w Talca niepodległość Chile.
Talca jest ważnym ośrodkiem gospodarczym regionu. Znajdują się tutaj dwa uniwersytety.
Talca jest siedzibą klubu piłkarskiego Rangers.
W mieście rozwinął się przemysł spożywczy, papierniczy, włókienniczy, skórzany oraz drzewny.

## Miasta partnerskie
- Mérida